# Torre de Broadway
La torre de Broadway (en inglés, Broadway Tower) es un capricho arquitectónico de 17 m de altura localizada en la colina Broadway, cerca de la población homónima, en el condado de Worcestershire (Inglaterra). Se yergue en una de las cotas más altas de los montes Cotswold, a 312 metros sobre el nivel del mar.
El capricho fue ideado por el paisajista y arquitecto Capability Brown, quien había construido la cercana mansión de Croome Court para el 6.º conde de Coventry, además de diseñar sus jardines, siendo esta su primera obra completa de paisajismo. La torre fue construida por el arquitecto James Wyatt, quien se refirió a ella como una «torre sajona» en 1798. Con planta hexagonal rodeada por tres torres circulares, el edificio se construyó sobre una colina que se utilizaba como almenara.
A diferencia de muchos otros caprichos arquitectónicos, cuyo objetivo es normalmente estético, el de Broadway se ha prestado a distintos usos desde su construcción. Fue comprado por el coleccionista de libros y anticuario sir Thomas Phillipps, quien instaló allí su imprenta, y más tarde fue usado como retiro por algunos de los artistas prerrafaelitas, como William Morris, Dante Gabriel Rossetti y Edward Burne-Jones.